# 로숀 페건
로숀 페건(Roshon Fegan, 1991년 10월 6일 ~ )은 미국의 배우이다.

## 출연 작품
- 원 나잇 (2016)
- 모스틀리 고스틀리: 해브 유 멧 마이 굴프렌드? (2014)
- 우리는 댄스소녀 3 (2012)
- 우리는 댄스소녀 2 (2011)
- 우리는 댄스소녀 1 (2010)
- 캠프 락 2: 마지막 콘서트 (2010)
- 드릴빗 테일러 (2008)
- 캠프 락 (2008)